# San Carlos de Río Negro
San Carlos de Río Negro é uma pequena cidade da Venezuela, com cerca de 2.500 habitantes, situado no estado de Amazonas, capital administrativa do município de Río Negro, um município maioritariamente habitado por povos ameríndios, com destaque para os povos Yanomami e Baniwa. Fica frente à cidade colombiana de San Felipe, situada na margem oposta do rio Negro.

## História
A cidade de San Carlos de Río Negro foi fundada em 1759 em torno de um acampamento montado pela expedição capitaneada por José Solano que se deslocou àquela região no âmbito dos trabalhos de exploração dos limites entre as Coroas de Portugal e Espanha requeridos pelo Tratado de Madrid. José Solano montou a sua base de exploração naquele local, nas margens do rio Negro, e ali se instalou com os poucos homens que tinham sobrevivido a subida ao longo do rio Orinoco, já que a maioria, incluindo o afamado botânico sueco Pehr Löfling que acompanhava a expedição, tinham sucumbido presa das doenças tropicais, especialmente a febre amarela.
San Carlos de Río Negro foi visitada de 7 a 10 de Maio de 1800 pela expedição de Alexander von Humboldt e Aimé Bonpland, constituindo o ponto mais austral do seu périplo pela bacia amazónica.

## Geografia
A cidade situa-se a poucos quilómetros a jusante da desembocadura do canal do Cassiquiare, na margem do troço internacional do rio Negro, uma importante artéria fluvial que une a Venezuela, a Colômbia e o Brasil. As suas coordenadas geográficas são 1° 13' latitude Norte e 67° 06' longitude Oeste, estando a 65 m acima do nível médio do mar.

### Vias de comunicação e de acesso
O povoado tem apenas ligações aéreas por serviços regulares de aerotáxis e por via fluvial, já que por via terrestre só dispõe de uma pequena estrada de penetração de 20 km de extensão que a liga ao pequeno porto fluvial do povoado de Solano, nas margens do Cassiquiare. Nas imediações situa-se o grande maciço rochoso denominado La Piedra del Cocuy um excelente local de escalada e de visita a uma das áreas mais ricas em biodiversidade de toda a Terra.

### Clima
O clima é tropical úmido, com temperatura média anual de 26,6º C e uma precipitação média de 3 633 mm/ano. 